# Liste der Monuments historiques in Allichamps
Die Liste der Monuments historiques in Allichamps führt die Monuments historiques in der französischen Gemeinde Allichamps auf.

## Liste der Objekte
| Bezeichnung               | Beschreibung                           | Standort                                        | Kennzeichnung | Schutzstatus | Datum | Bild |
| ------------------------- | -------------------------------------- | ----------------------------------------------- | ------------- | ------------ | ----- | ---- |
| Skulptur Madonna mit Kind | Stein, farbig gefasst, 16. Jahrhundert | in der Kirche Notre-Dame-de-l’Assomption (Lage) | PM52000005    | Classé       | 1965  |      |
| Taufbecken                | Stein, bezeichnet 1750                 | in der Kirche Notre-Dame-de-l’Assomption (Lage) | PM52000006    | Classé       | 1965  |      |